# Irene Pepperberg
Irene Pepperberg (Brooklyn, 1º aprile 1949) è una psicologa ed etologa statunitense, nota per i suoi studi sulla cognizione animale, in particolare dei pappagalli.
È stata professoressa e ricercatrice per molte università e attualmente è docente presso l'Università di Harvard.

## Alex
Lo studio, che l'ha resa particolarmente nota, e che ha dato nome alla sua associazione è stato quello che ha coinvolto un Pappagallo cenerino, di nome Alex.
L'esperimento, durato 30 anni, ha dato voce alla comunità scientifica sull'intelligenza degli uccelli. 